# Miss Universo 2006
Miss Universo 2006, la 55.ª edición del concurso Miss Universo, se llevó a cabo en el Shrine Auditorium en Los Ángeles, California (Estados Unidos) el 23 de julio de 2006.
Representantes provenientes de ochenta y seis países y territorios compitieron en esta edición del concurso, superando el récord anterior de ochenta y cuatro participantes en la edición de 1999. Al final del evento, Miss Universo 2005, Natalie Glebova de Canadá, coronó como su sucesora a Zuleyka Rivera de Puerto Rico. Es la quinta —y más reciente— victoria de Puerto Rico, después de las de 1970, 1985, 1993 y 2001. Después de la transmisión, Rivera se desmayó debido al peso de su vestido, pero se recuperó rápidamente.
El concurso fue presentado por Carlos Ponce y Nancy O'Dell; como comentaristas, actuaron Carson Kressley de Queer Eye y Shandi Finnessey, Miss USA 2004. El cantante y rapero estadounidense Chelo y el tenor de ópera italiano Vittorio Grigolo se encargaron del entretenimiento.

## Antecedentes

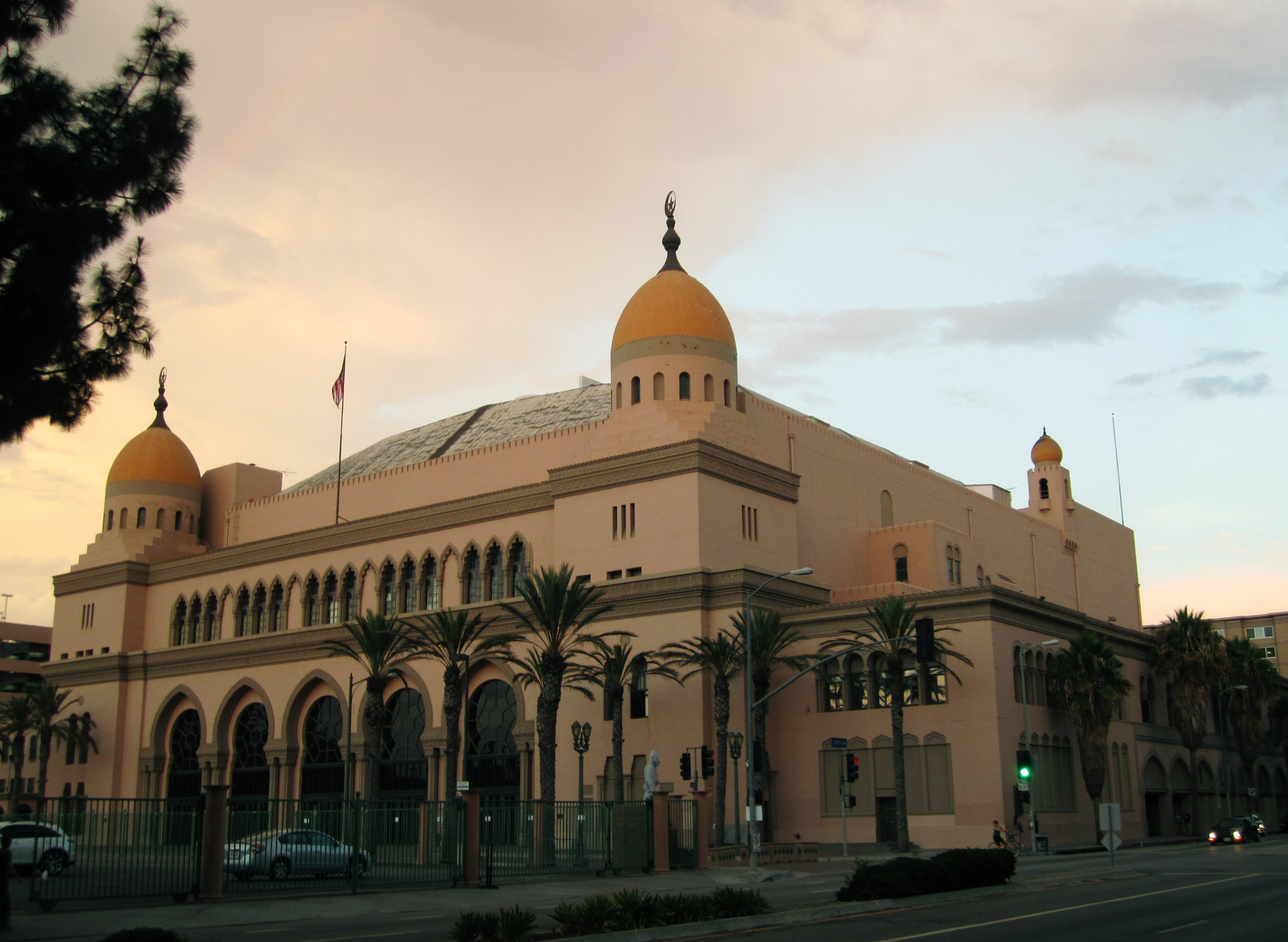
Shrine Auditorium, sede de Miss Universo 2006

### Sede y fecha
Debido a la falta de interés de varias ciudades para organizar el concurso, la Organización Miss Universo decidió realizar el concurso en julio en lugar de mayo. La Organización Miss Universo confirmó que la edición de 2006 se llevaría a cabo en el Shrine Auditorium en Los Ángeles, el 23 de julio de 2006. Fue la primera vez en ocho años que el concurso tuvo lugar en Estados Unidos. La última vez que Estados Unidos fue sede del concurso fue en 1998 en Honolulu (Hawái).

### Selección de candidatas
Se esperaba que Suada Sherfi, Miss Albania 2005, representara a su país. Sin embargo, Sherfi se retiró después de rechazar la solicitud del fotógrafo Fadil Berisha de reducir el tamaño de su nariz. Sherfi fue reemplazada por Eralda Hitaj. Gao Ying Hui, la primera finalista de Miss Universo China 2006, fue designada para representar a China en Miss Universo después de que Qi Fang, Miss Universo China 2006, fuera destituida por violar las reglas de su contrato.

#### Debuts, regresos y retiros
Esta edición marcó el debut de Kazajistán y los regresos de Argentina, Estonia, Ghana, Islandia, Islas Caimán, Islas Marianas del Norte, Nueva Zelanda, San Vicente y las Granadinas, Santa Lucía, San Martín y Suecia. Santa Lucía compitió por última vez en 1977; Islandia compitió por última vez en 1997; San Martín compitió por última vez en 2000; las Islas Marianas del Norte compitieron por última vez en 2002; Argentina y Nueva Zelanda compitieron por última vez en 2003; mientras que los demás compitieron por última vez en 2004. Barbados, Belice, Curaçao, Italia, Kenia, Países Bajos y Vietnam se retiraron de la competencia después de que sus respectivas organizaciones no lograron realizar un concurso nacional o designar a una candidata.
Silva Shahakian de Irak estaba programada para competir en Miss Universo. Sin embargo, Shahakian se retiró después de esconderse de militantes islámicos que supuestamente amenazaron con matarla junto con otras concursantes que compitieron en el concurso Miss Irak.

## Resultados

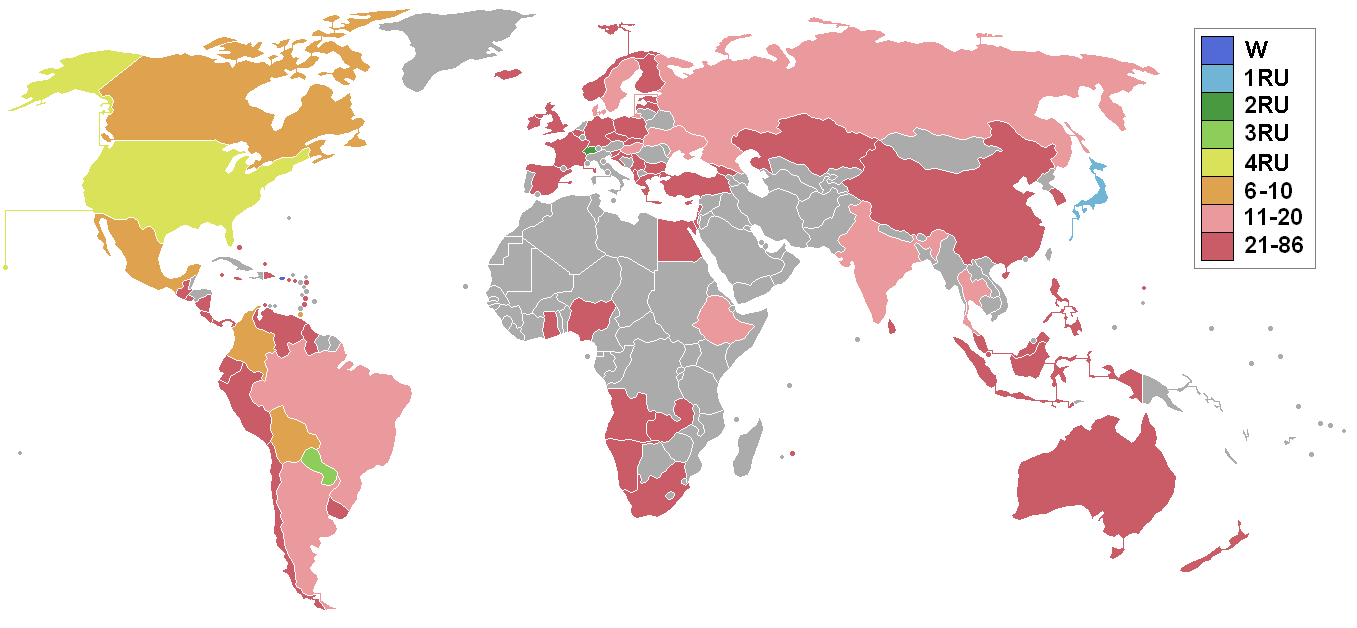
Países y territorios que enviaron candidatas y resultados para Miss Universo 2006

### Clasificación final
La ganadora, las finalistas, las semifinalistas y las cuartofinalistas son las siguientes candidatas:
| Posición                  | Candidata |
| ------------------------- | --- |
| Miss Universo 2006        | - Puerto Rico - Zuleyka Rivera |
| Primera finalista         | - Japón - Kurara Chibana |
| Segunda finalista         | - Suiza - Lauriane Gilliéron |
| Tercera finalista         | - Paraguay - Lourdes Arévalos |
| Cuarta finalista          | - Estados Unidos - Tara Conner |
| Semifinalistas (Top 10)   | - Bolivia - Desiree Durán - Canadá - Alice Panikian - Colombia - Valerie Domínguez - México - Priscila Perales - Trinidad y Tobago - Kenisha Thom |
| Cuartofinalistas (Top 20) | - Argentina - Magalí Romitelli - Brasil - Rafaela Zanella - Dinamarca - Betina Faurbye - Etiopía - Dina Fekadu - Hungría - Adrienn Bende - India - Neha Kepur - Rusia - Anna Litvinova † - Suecia - Josephine Alhanko - Tailandia - Charm Osathanond - Ucrania - Inna Tsymbalyuk |

### Premios especiales
Los premios especiales fueron otorgados a las siguientes candidatas:
| Premio               | Candidata                      |
| -------------------- | ------------------------------ |
| Mejor traje nacional | - Japón - Kurara Chibana       |
| Miss Simpatía        | - Ghana - Angela Asare         |
| Miss Fotogénica      | - Filipinas - Lia Andrea Ramos |

## El concurso

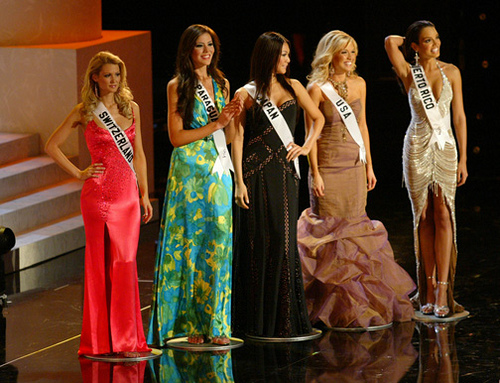
Las cinco finalistas de Miss Universo 2006

### Formato
La Organización Miss Universo introdujo varios cambios específicos al formato para esta edición. El número de cuartofinalistas se aumentó a veinte en lugar de las tradicionales quince. Esto se debió a que la ciudad anfitriona no pagó por la promoción, lo que ahorró siete minutos en la transmisión. Se eligieron veinte cuartofinalistas a través de la competencia preliminar, compuesta por las competencias de traje de baño y traje de noche, y entrevistas a puerta cerrada. Las veinte cuartofinalistas compitieron en la competencia de traje de baño y se redujeron a diez semifinalistas después. Las diez semifinalistas compitieron en la competencia de traje de noche y se redujeron a las cinco finalistas después.

### Panel de jueces
El panel de jueces estuvo conformado por las siguientes once personas:
- James Lesure, actor de Las Vegas de NBC
- Claudia Jordan, modelo de Deal or No Deal; Miss Rhode Island USA 1997 y Miss Rhode Island Teen USA 1990
- Sean Yazbeck, ganador de la temporada 5 de The Apprentice
- Amelia Vega, Miss Universo 2003 de República Dominicana
- Emmitt Smith, exjugador de los Dallas Cowboys y ganador de Dancing with the Stars
- Marc Cherry, escritor y productor estadounidense
- Tom Green, actor y comediante
- María Celeste Arrarás, presentadora de Telemundo
- Patrick McMullan, fotógrafo de moda
- Bridgette Wilson, Miss Teen USA 1990 de Oregón
- Santino Rice, finalista de Project Runway

Nota: la actriz Bo Derek estaba programada para ser jueza, pero fue reemplazada.

## Candidatas
Ochenta y seis candidatas compitieron por el título.
| País/Territorio                      | Candidata            | Edad | Procedencia           |
| ------------------------------------ | -------------------- | ---- | --------------------- |
| Albania                              | Eralda Hitaj         | 19   | Tirana                |
| Alemania                             | Natalie Ackermann    | 26   | Wesel                 |
| Angola                               | Isménia Júnior       | 22   | Cabinda               |
| Antigua y Barbuda                    | Shari McEwan         | 18   | Ottos                 |
| Argentina                            | Magalí Romitelli     | 18   | Villa María           |
| Aruba                                | Melissa Laclé        | 20   | Santa Cruz            |
| Australia                            | Erin McNaught        | 24   | Brisbane              |
| Bahamas                              | Samantha Carter      | 24   | Nasáu                 |
| Bélgica                              | Tatiana Silva        | 21   | Bruselas              |
| Bolivia                              | Desiree Durán        | 20   | Santa Cruz            |
| Brasil                               | Rafaela Zanella      | 19   | Santa Maria           |
| Bulgaria                             | Galena Dimova        | 24   | Sofía                 |
| Canadá                               | Alice Panikian       | 20   | Toronto               |
| Chile                                | Belén Montilla       | 23   | Santiago              |
| China                                | Gao Ying Hui         | 23   | Harbin                |
| Chipre                               | Elena Ierodiakonou   | 22   | Kálimnos              |
| Colombia                             | Valerie Domínguez    | 25   | Barranquilla          |
| Corea del Sur                        | Kim Joo-hee          | 25   | Seúl                  |
| Costa Rica                           | Fabriella Quesada    | 22   | Colón                 |
| Croacia                              | Biljana Mančić       | 20   | Split                 |
| Dinamarca                            | Betina Faurbye       | 24   | Copenhague            |
| Ecuador                              | Catalina López       | 23   | Guayaquil             |
| Egipto                               | Fawzia Mohamed       | 23   | El Cairo              |
| El Salvador                          | Rebeca Iraheta       | 18   | San Salvador          |
| Eslovaquia                           | Judita Hrubyová      | 20   | Bardejov              |
| Eslovenia                            | Nataša Pinoza        | 22   | Sevnica               |
| España                               | Elisabeth Reyes      | 21   | Málaga                |
| Estados Unidos                       | Tara Conner          | 20   | Russell Springs       |
| Estonia                              | Kirke Klemmer        | 22   | Tallin                |
| Etiopía                              | Dina Fekadu          | 21   | Welega                |
| Filipinas                            | Lia Andrea Ramos     | 25   | Dávao                 |
| Finlandia                            | Ninni Laaksonen      | 20   | Helsinki              |
| Francia                              | Alexandra Rosenfeld  | 19   | Languedoc             |
| Georgia                              | Ekaterine Buadze     | 20   | Tiflis                |
| Ghana                                | Angela Asare         | 20   | Acra                  |
| Grecia                               | Olympia Chopsonidou  | 23   | Tesalónica            |
| Guatemala                            | Jackelinne Piccinini | 22   | Mazatenango           |
| Guyana                               | Alana Ernest         | 19   | Mahdia                |
| Hungría                              | Adrienn Bende        | 21   | Budapest              |
| Islandia                             | Sif Aradóttir        | 21   | Keflavík              |
| India                                | Neha Kapur           | 23   | Nueva Delhi           |
| Indonesia                            | Nadine Chandrawinata | 21   | Yakarta               |
| Irlanda                              | Melanie Boreham      | 19   | Drumbeg               |
| Islas Caimán                         | Ambuyah Ebanks       | 21   | West Bay              |
| Islas Marianas del Norte             | Shequita Bennett     | 19   | Kagmán                |
| Islas Turcas y Caicos                | Shaveena Been        | 24   | Gran Turca            |
| Islas Vírgenes de los Estados Unidos | JeT'aime Cerge       | 22   | Santa Tomás           |
| Israel                               | Anastacia Entin      | 21   | Tel Aviv              |
| Jamaica                              | Cindy Wright         | 20   | Stony Hill            |
| Japón                                | Kurara Chibana       | 24   | Naha                  |
| Kazajistán                           | Dina Nuraliyeva      | 21   | Shymkent              |
| Letonia                              | Sanita Kubliņa       | 22   | Sigulda               |
| Líbano                               | Gabrielle Bou Rached | 20   | Beirut                |
| Malasia                              | Melissa Ann Tan      | 25   | Petaling Jaya         |
| Mauritius                            | Isabelle Antoo       | 25   | Beau Bassin-Rose Hill |
| México                               | Priscila Perales     | 23   | Monterrey             |
| Namibia                              | Anna Nashandi        | 22   | Windhoek              |
| Nueva Zealand                        | Elizabeth Gray       | 23   | Auckland              |
| Nicaragua                            | Cristiana Frixione   | 22   | Managua               |
| Nigeria                              | Tienepre Oki         | 21   | Warri                 |
| Noruega                              | Martine Jonassen     | 19   | Tjøme                 |
| Panamá                               | Alessandra Mezquita  | 22   | Ciudad de Panamá      |
| Paraguay                             | Lourdes Arévalos     | 22   | San Lorenzo           |
| Perú                                 | Fiorella Viñas       | 22   | Lima                  |
| Polonia                              | Francys Sudnicka     | 26   | Mazovia               |
| Puerto Rico                          | Zuleyka Rivera       | 18   | Salinas               |
| Reino Unido                          | Julie Doherty        | 18   | Mánchester            |
| República Checa                      | Renata Langmannová   | 19   | Ivanovice na Hané     |
| República Dominicana                 | Mía Taveras          | 20   | Santiago              |
| Rusia                                | Anna Litvinova       | 24   | Kémerovo              |
| Santa Lucía                          | Sascha Andrew-Rose   | 20   | Rodney Bay            |
| San Vicente y las Granadinas         | Shivern Peters       | 21   | Bequia                |
| Serbia y Montenegro                  | Nada Milinić         | 18   | Tivat                 |
| Singapur                             | Carol Cheong         | 25   | Singapur              |
| San Martín                           | Gisella Hilliman     | 19   | South Reward Hill     |
| Sri Lanka                            | Jacqueline Fernandez | 20   | Colombo               |
| Sudáfrica                            | Nokuthula Sithole    | 22   | Gauteng               |
| Suecia                               | Josephine Alhanko    | 25   | Estocolmo             |
| Suiza                                | Lauriane Gilliéron   | 21   | Prilly                |
| Tailandia                            | Charm Osathanond     | 19   | Nonthaburi            |
| Trinidad y Tobago                    | Kenisha Thom         | 22   | Tunapuna-Piarco       |
| Turquía                              | Ceyla Kirazlı        | 20   | Esmirna               |
| Ucrania                              | Inna Tsymbalyuk      | 21   | Chernivtsí            |
| Uruguay                              | Fatimih Dávila       | 18   | La Cormilla           |
| Venezuela                            | Jictzad Viña         | 23   | Carúpano              |
| Zambia                               | Mofya Chisenga       | 23   | Mufulira              |

### Galería de candidatas

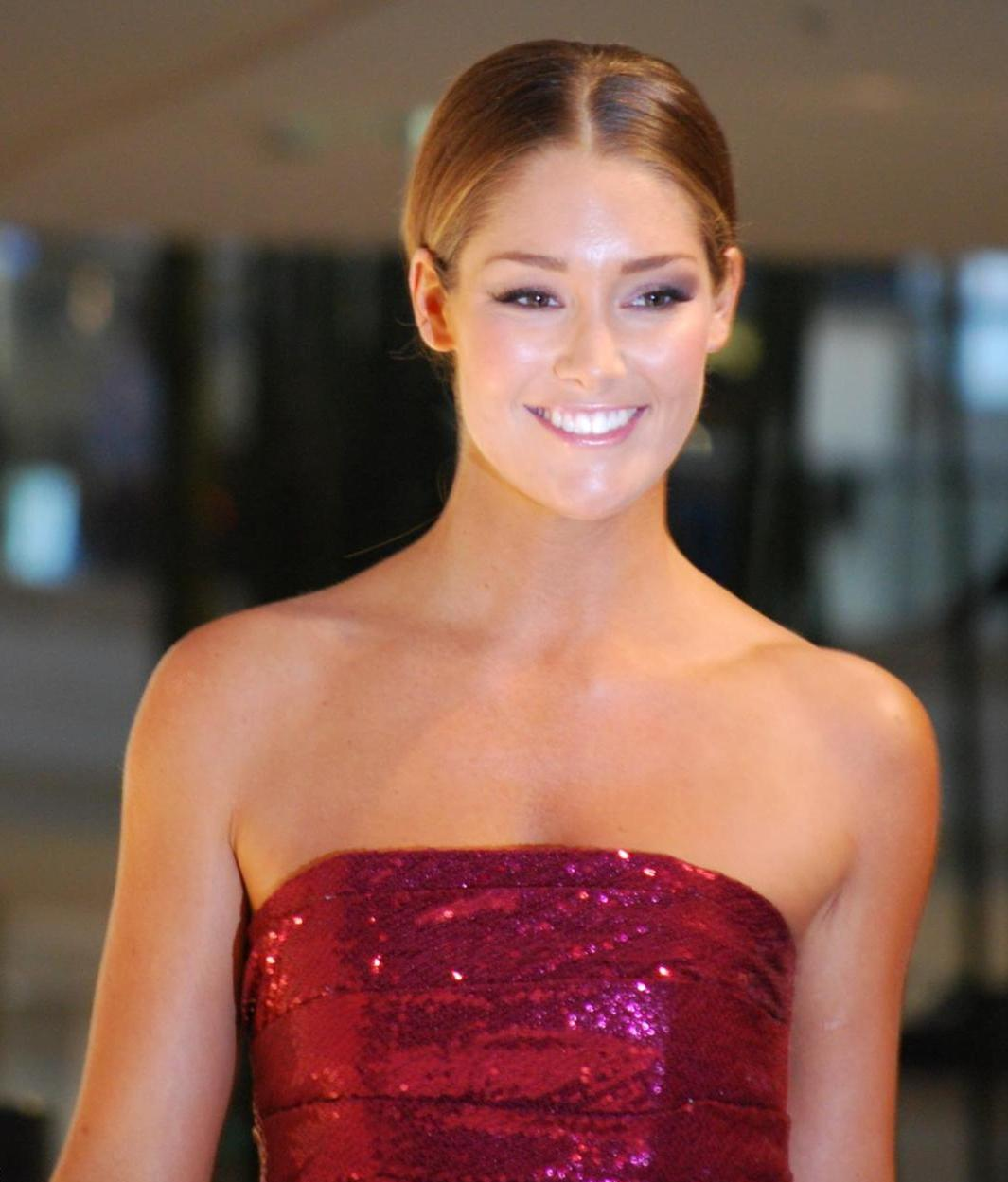
Erin McNaught, representante de Australia
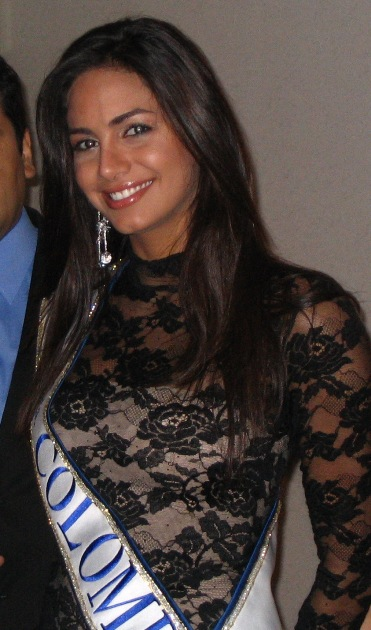
Valerie Domínguez, representante de Colombia
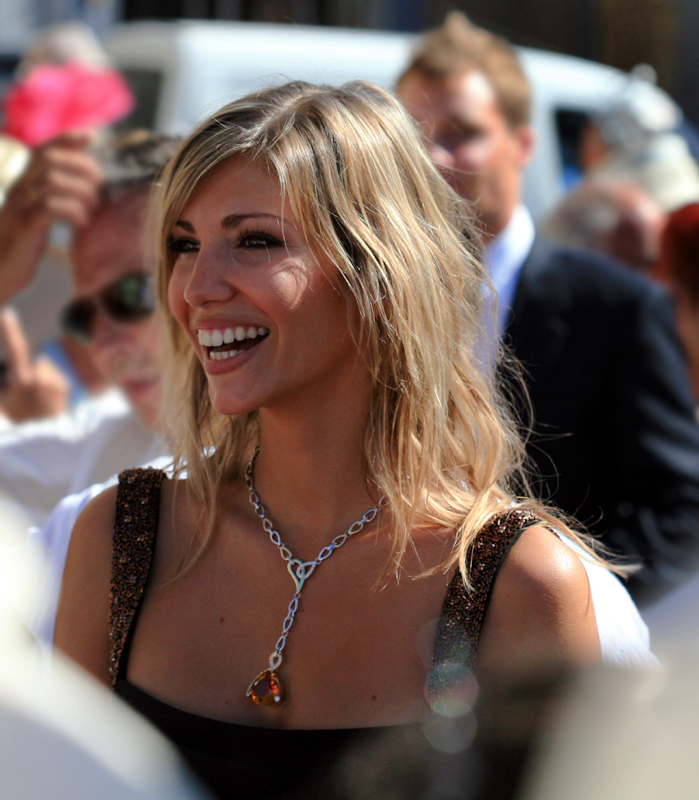
Alexandra Rosenfeld, representante de Francia
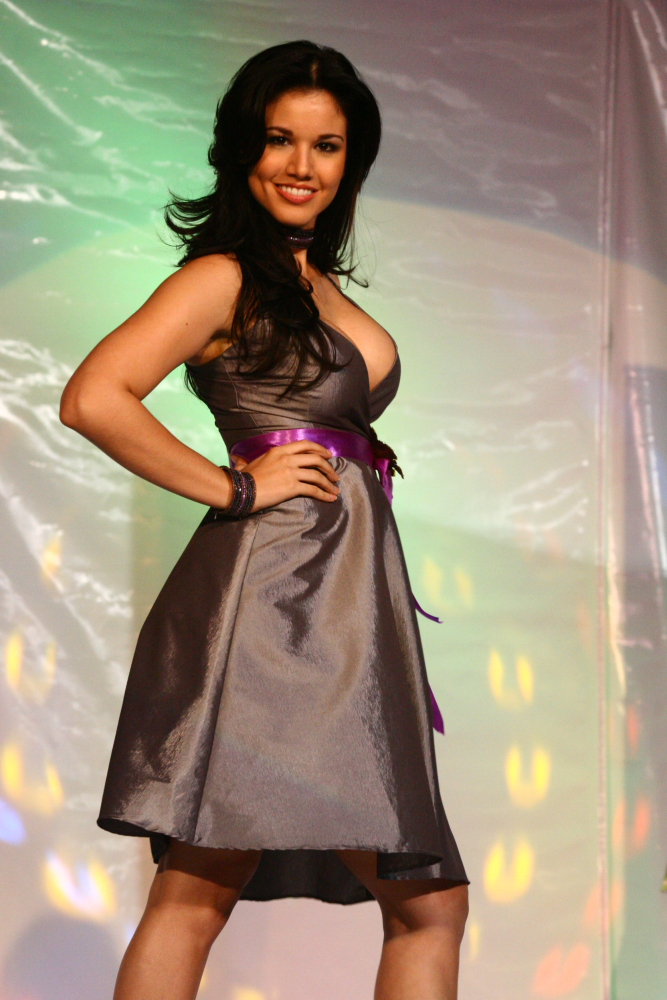
Cristiana Frixione, representante de Nicaragua
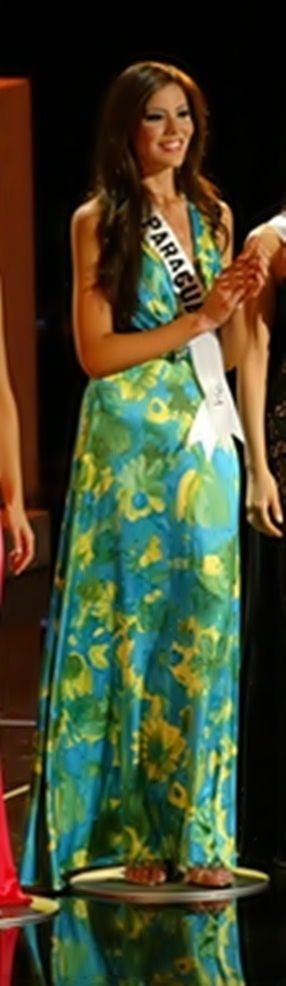
Lourdes Arévalos, representante de Paraguay
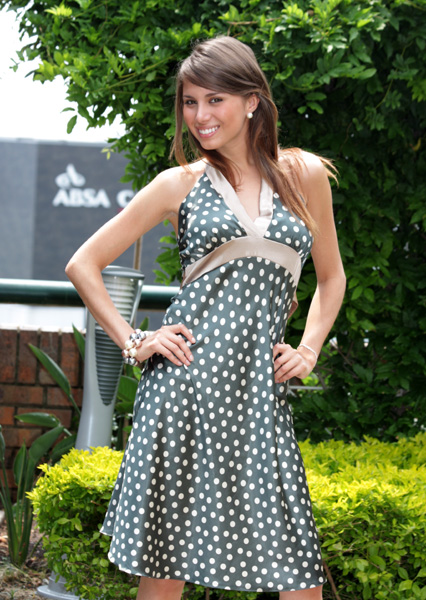
Fatimih Dávila, representante de Uruguay
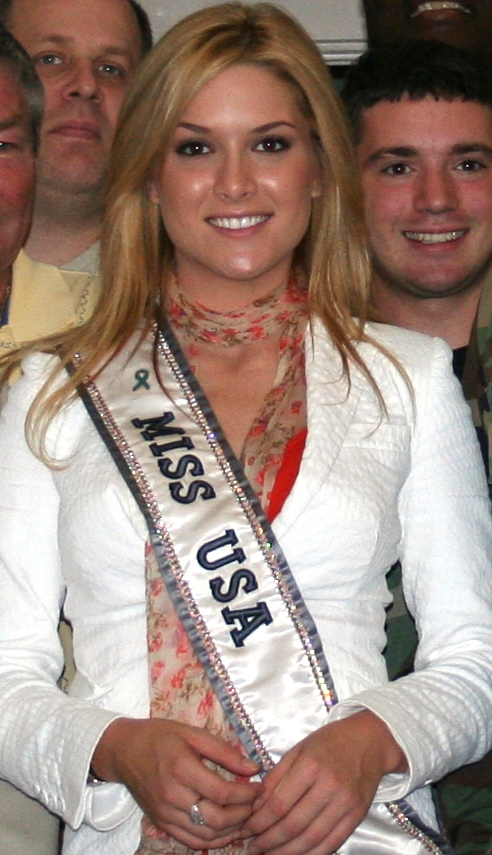
Tara Conner, representante de Estados Unidos